# Schwanheimer Brücke
Die Schwanheimer Brücke ist eine Straßenbrücke in Frankfurt am Main, die den Fluss bei Mainkilometer 26,800 überquert. Sie verbindet die Stadtteile Nied und Schwanheim.
Über die Brücke wird die B 40 als Kraftfahrstraße zwischen Frankfurt-Griesheim und Kelsterbach geführt. Sie ist Teil der Südumgehung Höchst. Die B 40 teilt sich am Schwanheimer Knoten (Kelsterbacher Knoten), ein Abzweig führt über die Kelsterbacher Querspange zur A 3 und zum Flughafen. Die Hauptstrecke der B 40 führt weiter nach Norden über die Sindlinger Mainbrücke zum Krifteler Dreieck.
Die Route der Buslinie 51 (Niederrad – Höchst) verläuft über die Schwanheimer Brücke.
Die Schwanheimer Brücke ist 489 m lang und 29 m breit; je Fahrtrichtung umfasst sie zwei durch einen befestigten Mittelstreifen getrennte Fahrspuren, einen Gehweg und einen Radweg. Die Anbindung der Schwanheimer Uferstraße auf dem südlichen und des Nieder Kirchwegs auf dem nördlichen Mainufer erfolgt durch je zwei Rampen, die in weiten Schleifen geführt werden.

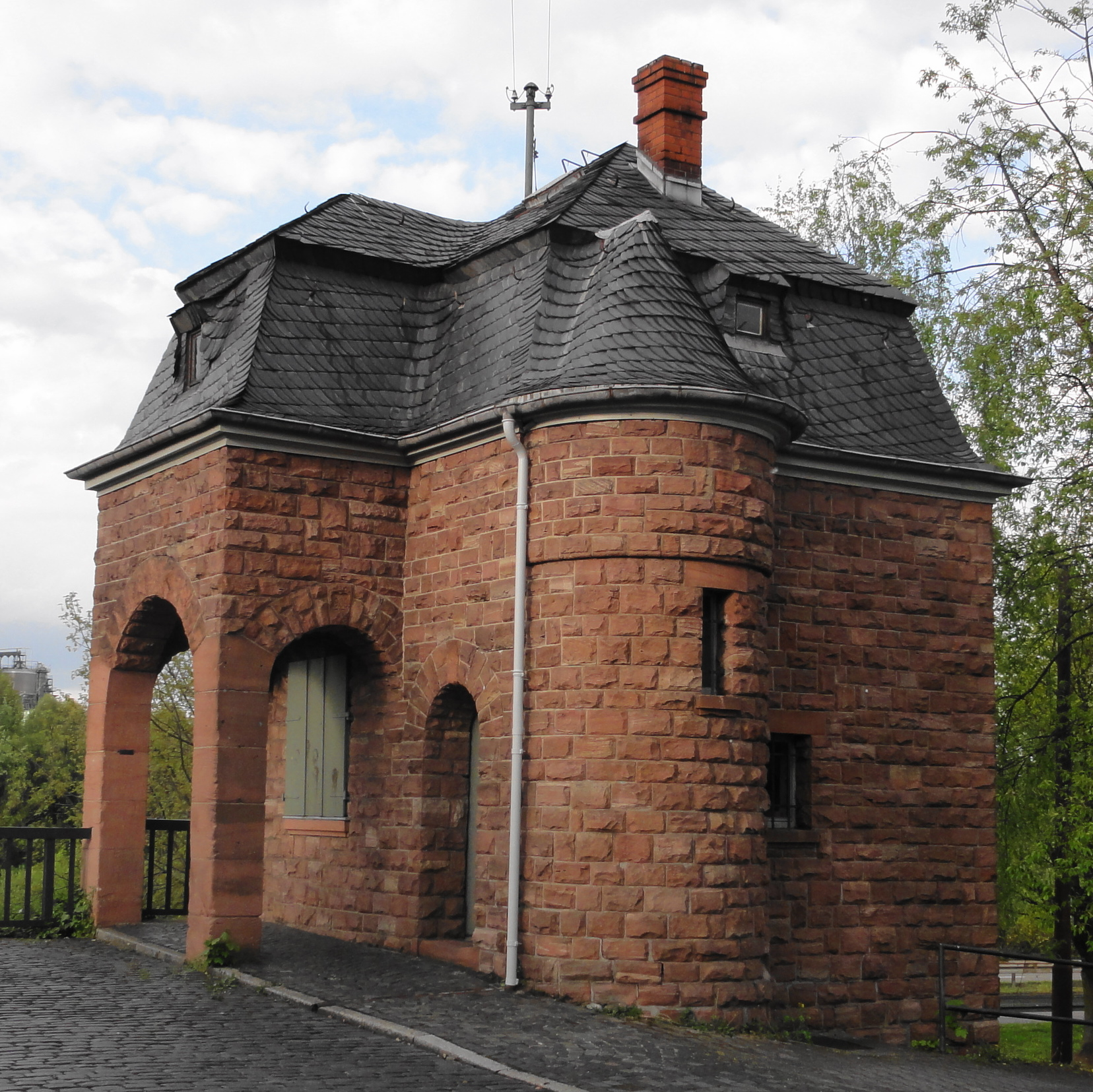
Altes Schwanheimer Brückenhäuschen

Die erste Schwanheimer Brücke zwischen Schwanheim und Griesheim wurde zwischen 1905 und 1907 erbaut, von der heute nur noch das südliche Brückenhäuschen erhalten ist. Sie wurde am 25. März 1945 von Pionieren der Wehrmacht gesprengt, um den Vormarsch der amerikanischen Truppen aufzuhalten.
Zwischen 1947 und 1963 verband eine Behelfsbrücke das Griesheimer und das Schwanheimer Ufer. Die heutige Schwanheimer Brücke wurde 600 m flussabwärts der Behelfsbrücke in den Jahren 1961/62 erbaut und im September 1963 dem Verkehr übergeben.